# Hélio Ribeiro (dublador)
Helio Ribeiro Silva (Rio de Janeiro, 5 de junho de 1957), é um ator, dublador e diretor de dublagem brasileiro. Ele é o dublador oficial dos atores: Joaquin Phoenix, Christian Slater, Dennis Quaid, Chris Sarandon, Robert De Niro, Steve Martin, Jeff Daniels, Kevin Costner, Tom Berenger, Bill Pullman e Hugo Weaving. Atuou na novela Sonho Meu, da Rede Globo, entre 1993 e 1994, interpretando o delegado Juarez . Participou das séries A Diarista, A Turma do Didi e Geral.com, ambos na referida emissora. Também atuou em Louca Paixão, novela da Rede Record. Também na Globo, atuou como advogado de Vicente de Freitas (Marcello Novaes) em Sete Pecados, novela das 19 horas da Globo e fez algumas cenas em Beleza Pura como um advogado e em 2015 fez uma curta atuação Babilônia. Na TV Manchete fez  Dona Beja e Mania de Querer, ambas com direção de Herval Rossano. Viveu o também advogado Dr. Érico Sepúlveda ao lado de Jonas Bloch na novela Bela, a Feia. Recentemente viveu o vilão Max Oliveira na novela Vitória e em 2016 fez também outra curta atuação na novela da globo, Êta Mundo Bom!, como Eugênio Costa, pai de Leandro e sogro de Maria (Bianca Bin). Fez parte do elenco do seriado Copa Hotel do GNT com direção de Mauro Lima. No cinema participou dos filmes: Reis e Ratos de Mauro Lima, Os Salafrários de Pedro Antônio e Olga de Jayme Monjardim, além dos curtas Caso Libras de Melise Maia e O Lunático de Bruno Lima.Trabalhou como ator e diretor ao lado de Melise Maia e Rubens Camelo série  Ribanceira para o Canal Brasil, também como ator esteve no elenco fixo da série Dependentes de Marco Altberg para o Canal Futura lançado em novembro de 2019.Teve matéria de destaque escrita pelo jornalista Rodrigo Fonseca no jornal O Estado de S. Paulo por sua dublagem de Joaquin Phoenix no filme Coringa (2019). Tem mais de vinte peças de teatro no seu currículo.
Entre 1983 e 1990, atuou com Bibi Ferreira em Piaf – a Vida de Uma Estrela da Canção, e já tinha feito outras peças de destaque com a atriz. Indicado como melhor ator no FITA (Festival de Teatro de Angra) em 2014 com a peça Freud, a última sessão com direção de Ticiana Studart.
Foi diretor teatral do grupo teatral Machado Sobrinho da Faculdade de Ciências Contábeis e Administrativa Moraes Junior no Rio de Janeiro. Atualmente é a voz oficial da campanha do Posto Ipiranga (2019)

## Televisão
| Ano  | Título                  | Papel                                               |
| ---- | ----------------------- | --------------------------------------------------- |
| 1983 | Guerra dos Sexos        | Recepcionista do Hotel                              |
| 1985 | A Gata Comeu            | Empregado da marina                                 |
| 1986 | Dona Beija              | Heleno da Fonseca                                   |
| 1986 | Mania de Querer         | Mario Caldas                                        |
| 1990 | Gente Fina              |                                                     |
| 1991 | O Portador              | Dr. Avelar                                          |
| 1993 | Sonho Meu               | Delegado Juarez                                     |
| 1996 | Quem é Você             | Rodolfo Saraiva                                     |
| 1999 | Louca Paixão            |                                                     |
| 2003 | Agora É Que São Elas    | Dr. Cintra                                          |
| 2003 | Chocolate com Pimenta   | Juiz de Paz                                         |
| 2006 | Cobras & Lagartos       | Médico                                              |
| 2006 | Vidas Opostas           |                                                     |
| 2007 | Paraíso Tropical        | Lauro                                               |
| 2007 | Sete Pecados            | Advogado de Vicente                                 |
| 2008 | Beleza Pura             | Advogado Ciro Sanches                               |
| 2008 | Chamas da Vida          | Amadeu (conselheiro da GG)                          |
| 2009 | Três Irmãs              | Delegado Figueira                                   |
| 2010 | Bela, a Feia            | Dr. Érico Sepúlveda                                 |
| 2011 | Morde e Assopra         | Lerner                                              |
| 2011 | Chico Xavier            | Repórter da TV                                      |
| 2012 | A Vida da Gente         | Dr. Daniel                                          |
| 2012 | Lado a Lado             | Diretor Conrado                                     |
| 2013 | Joia Rara               | Juiz                                                |
| 2014 | Vitória                 | Max Oliveira                                        |
| 2014 | Em Família              | Diretor do Hospital                                 |
| 2015 | Babilônia               | Gerente da Imobiliária                              |
| 2016 | Êta Mundo Bom           | Eugênio Costa                                       |
| 2016 | Nada Será Como Antes    | Inspetor Cardoso                                    |
| 2017 | Os Dias Eram Assim      | Médico                                              |
| 2017 | Novo Mundo              | Tabelião                                            |
| 2018 | O Mecanismo             | Ministro do Supremo Tribunal Miguel Cunha Gonçalves |
| 2018 | O Outro Lado do Paraíso | Pai da Karina                                       |
| 2018 | Orgulho e Paixão        | Adalberto                                           |
| 2019 | Órfãos da Terra         | Juiz na audiência de custódia da Dalila             |
| 2019 | Dependentes             | Dr. Stênio                                          |